# Seslitaş, Doğubayazıt
Seslitaş là một xã thuộc huyện Doğubayazıt, tỉnh Ağrı, Thổ Nhĩ Kỳ. Dân số thời điểm năm 2011 là 228 người.